# VI. Mikhaél bizánci császár
VI. Mikhaél Sztratiótikosz, magyarosan VI. Mihály (ógörögül: Μιχαὴλ ΣΤ' ὁ Στρατιωτικός, latinul: Michael Stratioticus), eredeti nevén Mikhaél Bringasz (ógörögül: Βρίγγας, 995 körül – Konstantinápoly, 1059) a Bizánci Birodalom császára (uralkodott 1056 szeptemberétől 1057. szeptember 1-jéig), Theodóra adoptált fia és örököse volt.

## Élete
A halálos beteg Theodóra röviddel halála előtt fogadta örökbe Mikhaél Bringaszt, a hadsereg kifizetéseit felügyelő logothetészt, akit kortársai az „Öreg” és a „Sztratiótikosz” ragadványnévvel ruháztak fel. A hatvanas éveiben járó Mikhaél minden tekintetben az 1028 óta kormányzatot irányító konstantinápolyi hivatali arisztokrácia jelöltje és híve volt, számos adományban részesítve a fent említett réteget. A katonai előkelőségekkel szemben viszont elutasító és ellenséges politikát képviselt, ami rövidesen összeesküvéshez és lázadáshoz vezetett.
Miután egy audiencián durván elutasított egy tábornoki küldöttséget, Niképhorosz Brüenniosz hadvezért pedig elrettentésül megvakíttatta, a küldöttséget vezető Katakalon Kekaumenosz és Iszaakiosz Komnénosz anatóliai parancsnokok szervezkedni kezdtek, végül 1057. június 8-án Paphlagonia területén Iszaakioszt császárrá kiáltották ki. A kis-ázsiai katonaság zömét irányító lázadók rövidesen Nikaia városába vonultak (kihasználva elvonulásukat a szeldzsukok Meliténé mélységéig törtek be a keleti határon), ahol Mikhaél sebtében toborzott hadereje súlyos vereséget szenvedett tőlük. A császár ezután tárgyalásokba kezdett Mikhaél Pszellosz, Kónsztantinosz Leikhudész és León Aloposz közvetítésével, és felajánlotta Komnénosznak a kaiszari címmel járó társcsászári rangot és az öröklés jogát. A lázadók nem fogadták el a javaslatot, amely Mikhaél táborát is felháborította. A császár ellen foglalt állást a konstantinápolyi pátriárka, Mikhaél Kérullariosz is, aki végül meggyőzte Mikhaélt a békés hatalomátadásról. Mikhaél így szerzetesi fogadalmat tett, Iszaakiosz Komnénosz pedig bevonult Konstantinápolyba, ahol szeptember 1-jén császárrá koronázták. Mikhaél két évvel ezután visszavonultan halt meg.